# Ambystoma gracile
Ambystoma gracile е вид земноводно от семейство Ambystomatidae. Видът е незастрашен от изчезване.

## Разпространение
Разпространен е в Канада и САЩ.

## Описание
Продължителността им на живот е около 10,2 години. Популацията на вида е стабилна.